# Trirogma caerulea
Trirogma caerulea là một loài côn trùng cánh màng trong họ Ampulicidae, thuộc chi Trirogma. Loài này được Westwood miêu tả khoa học đầu tiên năm 1841.